# Челюсти (филм)
Челюсти (на английски: Jaws) е американски трилър от 1975 г., режисиран от Стивън Спилбърг. Базиран на едноименния роман от 1974 г. на Питър Бенчли, във филма участват Рой Шайдър в ролята на началника на полицията Мартин Броди, който, с помощта на морски биолог (Ричард Драйфус) и професионален ловец на акули (Робърт Шоу), преследва човекоядна голяма бяла акула, която напада летовници в крайбрежен курортен град в Нова Англия. Мъри Хамилтън играе кмета, а Лорейн Гари – съпругата на Броди. Сценарият е написан от Бенчли, а Карл Готлиб го пренаписва по време на записите.
Заснет предимно на място в Мартас Винярд, Масачузетс, от май до октомври 1974 г., Челюсти е първият голям филм, заснет в океана, и в резултат на това има проблемна продукция, надвишавайки бюджета и графика. Тъй като механичните акули на художествения отдел често се повреждат, Спилбърг решава да внуши предимно присъствието на акулата, използвайки зловеща и минималистична тема, създадена от композитора Джон Уилямс, за да обозначи предстоящите ѝ появи. Спилбърг и други сравняват този внушителен подход с този на режисьора Алфред Хичкок. Юнивърсъл Пикчърс пуска филма на над 450 екрана, изключително широко разпространение за голям студиен филм по това време, придружено от обширна маркетингова кампания с акцент върху телевизионни реклами и свързания с тях мърчандайзинг.
Считан за повратен момент в историята на киното, Челюсти е прототип на летен блокбъстър и печели няколко награди за музиката и монтажа си. Това е най-касовият филм в историята до излизането на Междузвездни войни (1977); и двата филма са ключови за установяването на съвременния холивудски бизнес модел, който се стреми към високи боксофис приходи от екшън и приключенски филми с прости, висококонцептуални предпоставки, пуснати през лятото в хиляди кина и силно рекламирани. Челюсти е последван от три продължения, нито едно от които не включва Спилбърг или Бенчли, както и много имитиращи трилъри. През 2001 г. Библиотеката на Конгреса го избира за съхранение в Националния филмов регистър на САЩ.

## Сюжет
В плажния град Амити Айлънд в Нова Англия, млада жена отива да плува в океана късно през нощта. Невидима сила я атакува и я издърпва под водата. На следващата сутрин части от останките ѝ са открити на плажа. След като съдебният лекар заключава, че е нападение от акула, началникът на полицията в Амити Мартин Броди затваря плажовете. Кметът Лари Вон го убеждава да преразгледа решението си, опасявайки се, че лятната икономика на града ще пострада. Съдебният лекар, очевидно под натиск, се съгласява с теорията на кмета, че е инцидент с лодка. Броди неохотно приема заключението им, докато младият Алекс Кинтнър е убит на претъпкан плаж. За акулата е обявена награда от 3000 долара, което предизвиква любителска лудост в лова на акули. Куинт, ексцентричен местен ловец на акули, предлага услугите си за 10 000 долара. Консултантът океанограф Мат Хупър изследва останките на момичето, потвърждавайки, че е убита от необичайно голяма акула.
Когато местни рибари улавят тигрова акула, Вон обявява плажовете за безопасни. Скептично настроеният Хупър прави дисекция на акулата и, не намирайки човешки останки в стомаха ѝ, заключава, че акулата убиец е все още на свобода. Докато претърсват нощните води с лодката на Хупър, Хупър и Броди намират полупотъналата лодка на Бен Гарднър, местен рибар. Хупър облича водолазен костюм и се гмурка под вода, за да провери корпуса на лодката, и открива голям зъб от акула, забит в него. Той изпуска зъба, след като се натъква на отрязаната глава на Гарднър. Вон отхвърля твърденията на Броди и Хупър, че голяма бяла акула е причинила смъртта, и отказва да затвори плажовете, като допуска само засилени мерки за безопасност. В уикенда на Четвърти юли туристите препълват плажовете. Акулата влиза в близка лагуна, убива лодкар и почти убива сина на Броди, Майкъл, който е хоспитализиран с шок. След това Броди убеждава обзетия от вина Вон да наеме Куинт.
Въпреки първоначалното напрежение между Куинт и Хупър, и страха на Броди от океана, тримата се отправят към морето с лодката на Куинт, „Орка“, за да хванат акулата. Докато Броди опъва въдицата, акулата внезапно се появява зад лодката. Куинт, преценявайки, че е дълга 7,6 м и тежи 3 тона, я пробожда с въдица, прикрепена към плаваща бъчва, но акулата я издърпва под водата и изчезва.
Привечер Куинт и Хупър пиянски си разказват истории за различните белези, които имат. Един от белезите на Куинт е премахната татуировка; той разкрива, че по време на Втората световна война е оцелял при потъването на крайцера Индианаполис, по време на което акулите убиват много американски моряци. Акулата се завръща, блъскайки корпуса на лодката и изключвайки захранването. Мъжете работят през нощта, поправяйки двигателя. На сутринта Броди се опитва да се обади на бреговата охрана, но Куинт, обсебен от идеята да убие акулата без външна помощ, разбива радиото. След дълго преследване Куинт пронизва акулата с харпун. Въжето е вързано за кърмовите клинове, но акулата дърпа лодката назад, заливайки палубата и наводнявайки машинното отделение. Докато Куинт е на път да пререже въжето, за да спаси лодката, клиновете се чупят. Бъчвите остават прикрепени към акулата. За облекчение на Броди, Куинт ускорява лодката към брега, за да привлече акулата в по-плитки води, но двигателят се поврежда отново.
Докато в лодката навлиза вода, триото опитва по-рискован подход. Хупър облича костюм и влиза в клетка, защитена от акули, с намерението да инжектира смъртоносна доза стрихнин чрез копие. Акулата атакува клетката, карайки Хупър да изпусне копието. Докато акулата разрушава клетката, Хупър се измъква на океанското дъно. Акулата скача върху кърмата на лодката и впоследствие поглъща Куинт. Заклещен в капан на потъващия плавателен съд, Броди забива водолазен резервоар в устата на акулата и, качвайки се на „гарванското гнездо“, стреля по резервоара с пушка. Получената експлозия убива акулата. Хупър изплува на повърхността и той и Броди гребат обратно към брега, вкопчени в останалите бъчви.

## Актьорски състав
- Рой Шайдър – Мартин Броди
- Робърт Шоу – Куинт
- Ричард Драйфус – Мат Хупър
- Лорейн Гари – Елън Броди
- Мъри Хамилтън – Лари Вон
- Карл Готлиб – Медоус
- Джефри Крамър – Леонард Хендрикс
- Сюзън Баклини – Криси Уоткинс
- Лий Фиеро – Г-жа Кинтнър
- Питър Бенчли – Репортер

## Производство

### Разработка
Ричард Занук и Дейвид Браун, продуценти в Юнивърсъл Пикчърс, независимо един от друг чуват за романа на Питър Бенчли Челюсти. Браун го открива в литературната секция на списанието за лайфстайл Космополитан, което по това време е редактирано от съпругата му Хелън Гърли Браун. Малка картичка, написана от редактора на списанието, дава подробно описание на сюжета, завършвайки с коментара „може да се получи добър филм“. Продуцентите прочитат книгата в рамките на една нощ и на следващата сутрин се съгласяват, че това е „най-вълнуващото нещо, което някога са чели“ и че искат да направят филмова версия, въпреки че не са сигурни как ще бъде постигната. Те закупуват филмовите права през 1973 г., преди публикуването на книгата, за приблизително 175 000 долара (еквивалентно на 1 240 000 долара през 2024 г.). Браун твърди, че ако са прочели книгата два пъти, никога не биха направили филма, защото щяха да осъзнаят колко трудно ще бъде да се изпълнят определени сцени.
За режисьор Занук и Браун първо обмислят ветерана режисьор Джон Стърджис — чието творчество включва друго морско приключение, Старецът и морето — преди да предложат работата на Дик Ричардс, чийто режисьорски дебют, Кълпепър Катъл Ко, излиза предходната година. Те скоро се раздразняват от навика на Ричардс да описва акулата като кит и го отстраняват от проекта. Междувременно Стивън Спилбърг много иска работата. 26-годишният Спилбърг току-що е режисирал първия си кинофилм, Шугърланд Експрес, за Занук и Браун. В края на среща в офиса им Спилбърг забелязва екземпляра им от все още непубликувания роман на Бенчли и след като го прочита, веднага е пленен от историята. По-късно той отбелязва, че е подобен на телевизионния му филм от 1971 г. Дуел, тъй като и двете истории се занимават с „тези левиатани [метафорично: огромни потискащи сили или системи], които си набелязват обикновените хора“. Той също така разкрива в документалния филм Създаването на Челюсти към DVD изданието от 2012 г., че е направил директна препратка към Дуел, като е преобразувал звука от унищожавания камион в предсмъртен рев на акулата. След напускането на Ричардс, продуцентите подписват договор със Спилбърг да режисира през юни 1973 г., преди излизането на Шугърланд Експрес.
Преди началото на снимките, Спилбърг не иска да продължи с Челюсти, страхувайки се да не се превърне в „режисьор на камиони и акули“. Вместо това той иска да премине към Щастливата дама на Туентиът Сенчъри Фокс, но Юнивърсъл упражнява правото си по договора си с режисьора да наложи вето върху напускането му. Браун успява да убеди Спилбърг да се придържа към проекта, казвайки, че „след [„Челюсти“] можеш да правиш всички филми, които искаш“. На филма е даден прогнозен бюджет от 3,5 милиона долара и снимачен график от 55 дни. Основните снимки трябвало да започнат през май 1974 г., тъй като от компанията искат снимките да приключат до края на юни, когато договорът на големите студия с Гилдията на киноактьорите трябва да изтече, за да се избегнат евентуални прекъсвания поради потенциална стачка.

### Писане
За екранизацията Спилбърг иска да се придържа към основния сюжет на романа, но изоставя много от подсюжетите на Бенчли. Той заявява, че любимата му част от книгата е ловът на акули от последните 120 страници и казва на Занук, когато приел работата: „Бих се заел с филма, ако мога да пренапиша първите две части, като се базирам на оригинален сценарий, и след това да се придържам стриктно към книгата в последната третина“. Когато продуцентите закупуват правата върху романа, те обещават на Бенчли, че може да напише първия вариант на сценария. Целта e да се гарантира, че сценарият може да бъде написан въпреки предстоящата заплаха от стачка в Гилдията на сценаристите, като се има предвид, че Бенчли не е член на синдикат. Той пише три варианта, преди сценарият да бъде предаден на други сценаристи; предоставяйки окончателната си версия на Спилбърг, той заявява: „Изчерпан съм и това е най-доброто, което мога да направя“. Една от промените е да премахването на изневярата в отношенията между Елън Броди и Мат Хупър, по предложение на Спилбърг, който се опасява, че това ще компрометира приятелството между мъжете на „Орка“. По време на продукцията на филма Бенчли се съгласява да се върне и да играе малка екранна роля като репортер. Спилбърг смята, че героите в сценария на Бенчли все още не са симпатични, затова кани младия сценарист Джон Бъръм да направи преработка, но той отказва. Създателите на Коломбо, Уилям Линк и Ричард Левинсън, също отхвърлят поканата на Спилбърг. Драматургът Хауърд Саклър, носител на награди Тони и Пулицър, се оказва в Лос Анджелис точно когато екипът започва да търси нов сценарист и предлага да направи некредитиран преработен вариант. Тъй като продуцентите и Спилбърг не са доволни от черновите на Бенчли, веднага приемат. По предложение на Спилбърг, героят Броди е преработен като човек, който се страхува от вода — „идващ от градската джунгла, за да открие нещо още по-ужасяващо край това спокойно островче край Масачузетс“.
Спилбърг иска да внесе „малко лекота“ в Челюсти — хумор, който да предотврати филмът да се превърне в „тъмно морско преследване“, затова се обръща към своя приятел Карл Готлиб — комедиен сценарист и актьор, който по това време работи по ситкома Странната двойка. Спилбърг му изпраща сценария с въпроса какво би променил и дали има роля, която би искал да изиграе. Готлиб връща три страници с бележки и избира ролята на Медоус — политически обвързания редактор на местния вестник. Успешно минава прослушването седмица преди Спилбърг да го заведе при продуцентите, за да обсъдят възможността да пише по сценария.
Въпреки че първоначално договорът с Карл Готлиб е само за „едноседмична редакция на диалога“, той в крайна сметка се превръща в основния сценарист, като пренаписва почти целия сценарий в рамките на деветседмичния период на основните снимки. Сценарият за всяка сцена обикновено се завършва в нощта преди заснемането ѝ, след като Готлиб вечеря със Спилбърг и с членове на екипа и актьорския състав, за да решат какво ще влезе във филма. Много реплики произлизат от импровизации на актьорите по време на тези вечери; някои се раждат директно на снимачната площадка точно преди заснемане. Джон Милиъс допринася с допълнителни редакции на диалога, а сценаристите на Шугърланд Експрес, Матю Робинс и Хал Баруд, също правят некредитирани приноси. Спилбърг твърди, че подготвя собствена версия на сценария, макар да не е ясно доколко другите сценаристи се възползват от неговия материал. Една конкретна промяна, която режисьорът настоява да бъде направена, е да се промени начинът, по който умира акулата — вместо от множество рани, той предлага смъртта да настъпи от експлозия на водолазна бутилка, тъй като вярва, че публиката ще реагира по-добре на „зашеметяващ финал“. По думите на Спилбърг, окончателният сценарий съдържа 27 сцени, които не съществуват в книгата.
Бенчли пише Челюсти след като чете за риболовеца Франк Мъндус и улавянето на огромна акула през 1964 г. Според Готлиб, персонажът Куинт е слабо базиран на Мъндус, чието изследователско четиво Спортен риболов на акули използва. Саклър измисля историята на Куинт като оцелял от трагедията с крайцера по време на Втората световна война. Въпросът кой заслужава най-много кредит за написването на монолога на Куинт за инцидента предизвиква значителни спорове. Спилбърг описва това като сътрудничество между Саклър, Милиъс и актьора Робърт Шоу, който също е драматург. Според режисьора, Милиъс превръща тричастния речитатив на Саклър в монолог, който след това е частично пренаписан от Шоу. Готлиб обаче дава основните заслуги на Шоу и намалява приноса на Милиъс.

### Кастинг
Въпреки че Спилбърг се съгласява с искането на Занук и Браун да избере познати актьори, той иска да избегне наемането на големи звезди. Той смята, че „някакви донякъде анонимни“ изпълнители ще помогнат на публиката „да повярва, че това се случва на хора като вас и мен“, докато „звездите носят много спомени със себе си, а тези спомени понякога могат... да развалят историята“. Режисьорът добавя, че според неговия план „суперзвездата щеше да бъде акулата“. Първите избрани актьори са Лорейн Гари, съпругата на президента на Юнивърсъл Пикчърс, Сид Шайнбърг, за ролята на Елън Броди, и Мъри Хамилтън като кмета на Амиъти Айлънд. Каскадьорката, която става актриса, Сюзън Баклини е избрана за Криси Уоткинс (първата жертва), защото може да плува и е съгласна да се снима гола. Повечето малки роли се изпълняват от жители на Мартас Винярд, където се снима филмът. Например, заместник-шериф Хендрикс се играе от бъдещия телевизионен продуцент Джефри Крамър. Лий Фиеро играе госпожа Кинтнер, майката на втората жертва на акулата, Алекс Кинтнер (в ролята е Джефри Ворхийс).
Ролята на Броди е предложена на Робърт Дювал, но актьорът се интересува само от ролята на Куинт. Чарлтън Хестън изразява желание за ролята, но Спилбърг смята, че Хестън ще внесе твърде грандиозна екранна персона за ролята на шеф на полицията в скромна общност. Рой Шайдър проявява интерес към проекта, след като случайно чува Спилбърг на парти да разговаря със сценарист за идеята акулата да скочи върху лодка. Спилбърг се колебае да наеме Шайдър, страхувайки се, че той ще изиграе „твърд мъж“, подобно на ролята си във Френска връзка.
Девет дни преди началото на снимките няма избрани актьори за ролите на Куинт и Хупър. Ролята на Куинт първоначално е предложена на актьорите Лий Марвин и Стърлинг Хейдън, но и двамата отказват. Занук и Браун току-що приключват работа с Робърт Шоу по Ужилването и го препоръчват на Спилбърг. Шоу се колебае да приеме ролята, тъй като не харесва книгата, но решава да участва по настояване на съпругата си (актрисата Мери Юр) и секретарката си: „Последният път, когато бяха толкова ентусиазирани, беше при От Русия с любов. И те бяха прави“. Шоу базира изпълнението си на колегата си от екипа Крейг Кингсбъри, местен рибар, фермер и легендарен ексцентрик, който играе малката роля на рибаря Бен Гарднър. Спилбърг описва Кингсбъри като „най-чистата версия на това кой, според мен, е Куинт“ и някои от неговите изказвания извън екрана са включени като реплики и на Гарднър, и на Куинт. Друг източник за част от диалозите и поведението на Куинт, особено в третото действие в морето, е механикът и собственик на лодка от Винярд Лин Мърфи.
За ролята на Хупър, Спилбърг първоначално иска Джон Войт. Тимъти Бътъмс, Ян-Майкъл Винсент, Джоел Грей и Джеф Бриджис също са разглеждани за ролята. Приятелят на Спилбърг, Джордж Лукас, предлага Ричард Драйфус, когото режисира в Американски графити (1973). Актьорът първоначално отказва, но променя решението си, след като присъства на предпремиерна прожекция на Чиракуването на Дъди Кравиц, който току-що е завършил. Разочарован от изпълнението си и страхувайки се, че никой няма да иска да го наеме след излизането на филма, той незабавно се обажда на Спилбърг и приема ролята в Челюсти. Тъй като филмът, който режисьорът си представя, е много различен от романа на Бенчли, Спилбърг моли Драйфус да не го чете. В резултат на този кастинг, ролята на Хупър е пренаписана, за да пасне по-добре на актьора, както и да отразява самия Спилбърг, който започва да вижда Драйфус като свое „алтер его“.

### Заснемане
Започнахме филма без сценарий, без актьорски състав и без акула.
Основните снимки започват на 2 май 1974 г. на остров Мартас Винярд, Масачузетс, избран след разглеждане, и на източен Лонг Айлънд. По-късно продуцентът Браун обяснява, че продукцията „се нуждаеше от ваканционно място, подходящо за по-ниската средна класа, така че появата на акула да може да съсипе туристическия бизнес“. Мартас Винярд е избран и заради плиткото пясъчно дъно, което не пада под 11 метра в продължение на 19 километра от брега, което позволява механичните акули да работят, без да се вижда сушата. Тъй като Спилбърг иска подводните сцени да се заснемат от сравнително близо, за да наподобяват гледката на плуващ човек, операторът Бил Бътлър разработва ново оборудване за морски и подводен снимачен процес, включително стабилизираща система за камерата и водоустойчива кутия за камерата. Спилбърг моли художествения отдел да избягва използването на червен цвят в декорите и облеклото, така че кръвта от нападенията да е единственият червен елемент и да предизвиква по-силен шок.
Първоначално продуцентите на филма искат да обучат истинска голяма бяла акула, но бързо осъзнават, че това е невъзможно, и създават три пневматично задвижвани акули в реален размер, които екипът нарича с прякора „Брус“ на името на адвоката на Спилбърг, Брус Реймър, една „акула с шейна“, цялостен модел без корем, който се тегли с въже от 91 метра, и два „платформени модела“ — единият се движи отляво надясно (с откритата лява страна, показваща множество пневматични маркучи), а другият е огледален вариант с открита дясна страна. Акулите са проектирани от сценографа Джо Алвес през третото тримесечие на 1973 г. Между ноември 1973 г. и април 1974 г. моделите са изградени в студиото на Роли Харпър в Сън Вали, Калифорния. Конструкцията им включва екип от 40 специалисти по ефекти, ръководени от механичния експерт Боб Мати, известен с гигантския калмар във 20 000 левги под водата (1954). След завършването им, акулите са транспортирани с камион до снимачната локация. В началото на юли платформата, използвана за теглене на двете странични акули, се преобръща при спускане към морското дъно, което налага намеса на водолази, за да я извадят. Управлението на модела изисква 14 оператора за всички движещи се части. За лодката на Куинт — „Орка“ — Алвес и екипът му изграждат два еднакви модела с дължина 12 метра. Втората, наречена „Орка II“, е без мотор и проектирана да потъва при необходимост.
Челюсти е първият голям холивудски филм, заснет изцяло в открито море, което води до проблемен снимачен процес и значително надвишаване на бюджета. Дейвид Браун споделя, че бюджетът е „4 милиона долара, но филмът в крайна сметка струва 9 милиона“; само разходите за ефектите нарастват до 3 милиона долара заради проблемите с механичните акули. Недоволни членове на екипа започват да наричат продукцията с прякора „Flaws“ („Дефекти“). Спилбърг отдава много от проблемите на своето желание за съвършенство и липсата си на опит. Перфекционизмът му личи най-силно в настояването филмът да се снима в открито море с акула в реален размер: „Можех да заснема филма в резервоар или дори в защитено езеро някъде, но нямаше да изглежда същото“, казва той. Относно неопитността си той признава: „Бях наивен по отношение на океана. Бях доста наивен спрямо майката природа и високомерен като режисьор, мислещ, че може да подчини елементите – това беше безразсъдно, но бях твърде млад, за да разбера, че е така, когато настоявах да снимаме в Атлантическия океан, а не в резервоар в Северен Холивуд“. Готлиб разказва: „Нямаше какво друго да се прави, освен да се заснеме филмът“, така че всички се претоварват с работа. Като сценарист той не е задължен да е на морския сет всеки ден, но когато снимачният екип се връща, пристига „изтощен, изгорял от слънцето, разрошен от вятъра и покрит със солена вода“.
Снимките в открито море предизвикват множество закъснения – платноходки влизат в кадър, камерите се мокрят, а веднъж лодката „Орка“ започва да потъва с актьорите на борда. Механичните акули често отказват поради проблеми като солена вода в пневматичните маркучи, повреди от водно съпротивление, корозия и набъбване на неопреновата кожа. Спилбърг изчислява, че от 12-часов снимачен ден се снима средно само 4 часа. Готлиб едва не е обезглавен от перките, а Драйфус за малко не остава затворен в клетка. Актьорите страдат от морска болест, Шоу бяга в Канада заради данъци, пие прекомерно и не понася Драйфус. Монтажистката Върна Филдс получава малко материал, тъй като „в добър ден се снимат 5 сцени, в среден – 3, в лош – нито една“.
Закъсненията при снимките позволяват да се преработи сценарият, а проблемите с механичните акули карат Спилбърг да показва акулата предимно чрез загатвания, като жълтите варели, означаващи местоположението ѝ, и гръбната ѝ перка, което повишава напрежението във филма. Реални кадри с акули от Австралия се включват, което налага промяна в сюжета, за да оцелее героят на Хупър. Снимките, планирани за 55 дни, се проточват до 159, което кара Спилбърг да мисли, че кариерата му е приключила. Той пропуска финалната сцена от страх да не бъде хвърлен във водата, а традицията да не присъства на заключителните сцени продължава и днес. Подводните сцени се заснемат в басейн и край остров Санта Каталина с дубльори. Монтажистката Върна Филдс преработва сцените, като прави някои комедийни страшни и обратно. След тестови прожекции се правят промени в реплики и сцени, включително презаснемане в басейн с ефекти за мътна вода.

### Музика
Джон Уилямс композира музиката за филма, за която получава Оскар и която по-късно е класирана на шесто място сред най-великите филмови партитури от Американския филмов институт. Главната „акулска“ тема е проста последователност от две ноти — според източници ми и фа или фа и фа диез — и става класика в жанра на музиката за напрежение, символизираща надвиснала опасност. Мелодията е изпълнена от тубиста Томи Джонсън. Когато Джонсън пита защо е написана в толкова висок регистър, а не с по-подходящия френски рог, Уилямс отговаря, че иска да звучи „малко по-заплашително“. Когато за първи път представя идеята си на Спилбърг, свирейки само двете ноти на пиано, Спилбърг се смее, мислейки, че е шега. Уилямс вижда прилики между Челюсти и пиратските филми, затова в други части на партитурата включва „пиратска музика“, която описва като „първична, но забавна и развлекателна“. Изискваща бързо, перкусионно свирене на струнни инструменти, този откъс в партитурата носи отзвуци от Морето на Клод Дебюси и Пролетно тайнство на Игор Стравински.

## Освобождаване

### Маркетинг
Юнивърсъл Пикчърс инвестира 1,8 милиона долара в маркетинга на Челюсти, включително рекордните 700 хиляди долара за телевизионна реклама на национално ниво. Около 24 реклами по 30 секунди се излъчват всяка вечер в праймтайм между 18 юни 1975 г. и премиерата два дни по-късно. Студиото прилага иновативна маркетингова стратегия, включваща ранна промоция от Занък, Браун и Бенчли още през октомври 1974 г. в телевизионни и радиопредавания. Юнивърсъл и издателството Бантам координират общо лого за корицата на романа и рекламите за филма. Централни елементи в кампанията са темата на Джон Уилямс и плакатът с акулата, базиран на корицата на книгата, създаден от Роджър Кастел. Агенцията Синиджър Адвъртайзинг работи шест месеца върху дизайна на плаката, като крайната визия показва акулата отдолу, за да се подчертаят зъбите ѝ.
Филмът е придружен от широка гама мърчандайз продукти – вероятно най-мащабната дотогава, според Греъм Търнър, включваща саундтрак, тениски, чаши, книги, хавлии, играчки, пижами и други артикули. Компанията Идеал Той създава игра, в която играчите вадят предмети от устата на акула, преди тя да се затвори.

### Кино
След силния отклик от предварителните прожекции в Далас (26 март 1975 г.) и Лонг Бийч (28 март), заедно с успеха на романа на Бенчли и ранната маркетингова кампания на Юнивърсъл, интересът на собствениците на киносалони към Челюсти нараства значително. Това улеснява плана на студиото за мащабна премиера в стотици кина едновременно. Трета и последна тестова прожекция, със сцени, променени според предишните реакции, се провежда в Холивуд на 24 април. След като председателят на Юнивърсъл Лю Васерман присъства на една от прожекциите, той разпорежда намаляване на първоначално планираните 900 киносалона, с аргумента: „Искам този филм да се върти през цялото лято... Нека хората да се качат в колата си и да го гледат в Холивуд“.
Въпреки съкращението, отворените няколкостотин салона все още представляват необичайно широка премиера за времето си. По онова време мащабните премиери се асоциират с продукции със съмнително качество, най-често в експлоатационния жанр, където се цели бърза печалба преди негативните отзиви. Обичайният модел за големите студиа включва ограничени премиери в няколко големи града, последвани от по-бавно национално разпространение, в зависимост от реакциите на критиците и на публиката. Дори Кръстникът (1972), въпреки огромния си успех, дебютира само в пет салона, преди да се разпространи широко.
На 20 юни Челюсти стартира в 464 киносалона в Северна Америка – 409 в САЩ и останалите в Канада. Комбинацията между широка премиера и мащабна телевизионна реклама е почти безпрецедентна за времето. Месец по-рано Кълъмбия Пикчърс прилага подобна стратегия с трилъра Бягство, но с много по-ниски очаквания. Президентът на Юнивърсъл Сид Шайнбърг изчислява, че националният маркетинг ще бъде по-ефективен на брой копия, отколкото при бавно разширяване на дистрибуцията. Успехът води до разширяване на премиерата: на 25 юли филмът вече е в близо 700 салона, а до 15 август – в над 950. Подобна стратегия се прилага и в чужбина – например във Великобритания филмът отваря през декември в над 100 кина.
По повод 40-годишнината, филмът е преиздаден в САЩ на 21 и 24 юни 2015 г. в около 500 киносалона. На 2 септември 2022 г. Челюсти получава ново киноразпространение под името Челюсти в 3D, във формати IMAX и RealD 3D, като част от 40-годишнината на друг филм на Спилбърг – Извънземното. Травис Рийд от RealD 3D казва: „Челюсти преоткри какво означава летен блокбъстър и за първи път зрителите могат да го изживеят в 3D“.
За 50-годишнината, филмът ще бъде прожектиран на фестивала Ти Си Ем Класик Филм Фестивал през 2025 г., последван от ограничено киноразпространение от 29 август до 4 септември и специална изложба в Академичния музей на киното в Лос Анджелис.

## Прием

### Боксофис
Челюсти излиза в 409 киносалона и постига рекордни приходи от 7 милиона долара за първия уикенд, а за първите 10 дни достига над 21 милиона долара, покривайки разходите си. За 59 дни печели 100 милиона долара от 954 прожекции, а след 78 дни изпреварва Кръстникът (с 86 милиона долара) и става най-касовият филм в Северна Америка. Става първият филм с над 100 милиона долара приходи от прожекции в САЩ и остава номер 1 в боксофиса 14 последователни седмици. Общите му приходи от първото издание достигат 123,1 милиона долара, а с преиздаванията през 1976 и 1979 г. – 133,4 милиона долара.
След дебюта си в чужбина през декември 1975 г., Челюсти чупи рекорди в държави като Сингапур, Нова Зеландия, Япония,<"Jaws" chomps into new b.o. marks at N. Zealand, Japan". Variety (281): 33. January 28, 1976.</ref> Испания и Мексико. На 11 януари 1976 г. става най-касовият филм в света с 132 милиона долара, надминавайки Кръстникът (131 милиона долара). До 1983 г. глобалните му приходи достигат 270 милиона долара.
В световен мащаб филмът печели 477,9 милиона долара; коригиран спрямо инфлацията – близо 2 милиарда долара по стойности от 2011 г., като е вторият най-успешен франчайз след Междузвездни войни. С включено преиздание от 2022 г., в САЩ и Канада приходите са 265,8 милиона долара, или около 1,2 милиарда долара по цените от 2020 г., с приблизително 128 милиона продадени билета, което го поставя на седмо място по приходи, коригирани спрямо инфлацията. В Бразилия продава 13 милиона билета – рекорд, надминат чак през 1998 г. от Титаник; като все още е шестият по посещаемост в страната.

## В България
Филмът е издаден на DVD – специално издание в 2 диска, със субтитри на български език.